# Тахта, Тигран
Тигран Тахта (арм. Դիքրան (Տիգրան) Թահթա; 7 августа 1928 — 2 декабря 2006) — британский математик, учитель и писатель армянского происхождения. Одним из его учеников был всемирно известный физик-теоретик и космолог Стивен Хокинг. По его словам, именно Тигран Тахта пробудил у него интерес к науке, и, благодаря ему, Стивен стал профессором математики Кембриджского университета, возглавив кафедру, которую некогда занимал Исаак Ньютон.

## Молодость
Тигран Тахта родился в армянской семье торговцев хлопком, базирующейся в Стамбуле. Его отец Кеворк Тахтабронян поселился в Манчестере со своей женой в 1927 году, после первой мировой войны и геноцида армян, чтобы управлять филиалом компании, которая получила название «Экспортеры манчестерского текстиля». Позже он сократил свою фамилию до Тахта.
Большая часть детства Тиграна Тахты и влияние его армянского религиозного воспитания отражены в его предпоследней книге «Армянские ассоциации», в которой он отмечает, как его родители стремились, чтобы их дети получили английское образование, но в то же время, чтобы они говорили дома по-армянски. Он был крещен архиепископом Леоном Туряном в армянской церкви в Манчестере, и его имя было сокращено до Дика, но он никогда не забывал свои армянские корни. В детстве он посещал родственников в Стамбуле каждый год.